# PGC 3536
LEDA/PGC 3536 ist eine Galaxie mit aktivem Galaxienkern im Sternbild Fische auf der Ekliptik. Sie ist schätzungsweise 658 Millionen Lichtjahre von der Milchstraße entfernt und hat einen Durchmesser von etwa 120.000 Lichtjahren. Vom Sonnensystem aus entfernt sich das Objekt mit einer errechneten Radialgeschwindigkeit von näherungsweise 14.600 Kilometern pro Sekunde.
Im selben Himmelsareal befinden sich unter anderem die Galaxien NGC 326, IC 64,  PGC 3476, PGC 1799089.